# Ambrosian Singers
Gli Ambrosian Singers sono un gruppo corale britannico. È uno dei gruppi corali più celebri di Londra, particolarmente apprezzati per la loro grande varietà di repertorio registrato.

## Storia
Sono stati fondati in Inghilterra dopo la seconda guerra mondiale. Uno dei loro cofondatori era Denis Stevens (1922–2004), musicologo e violista britannico che entrò nel Dipartimento di Musica della BBC nel 1949 e sviluppò programmi di musica rinascimentale e barocca. Stevens li diresse dal 1956 al 1960. L'altro era John McCarthy (1919–2009), un tenore solista professionista. McCarthy ha continuato a dirigerli fino alla fine degli anni '80. Durante gli anni '60 il coro era composto da 600-700 cantanti.
Organizzarono e crearono gli Ambrosian Singers come un piccolo coro professionale nel 1951, inizialmente per cantare cori polifonici per brani rinascimentali e medievali per la serie The History of Music. Il loro repertorio però in seguito si è notevolmente ampliato. A seconda dello stile del pezzo da cantare e dell'occasione, possono essere chiamati "Ambrosian Light Opera Chorus", "Ambrossian Chorus", "Ambrosian Choir" o "London Symphony Orchestra Chorus". Nel 1956 fu fondato un gruppo di sei cantanti all'interno degli Ambrosian Singers chiamato "the Ambrosian Consort", specializzato nel canto della musica rinascimentale in lingue d'epoca.
The Ambrossian singers sono stati il campo di allenamento per un gran numero di artisti professionisti. Tra i membri più famosi ci sono stati Heather Harper, Dorothy Dorow,, Janet Baker, Sarah Walker, Margaret Price, Meriel Dickinson, Robert Tear, Ian Partridge e John Shirley-Quirk.
Gli Ambrosian Singers hanno partecipato a numerosi album di Natale, sono apparsi in album con artisti pop e rock come Neil Diamond, Grace Jones, Talk Talk, Julie Andrews, ecc. e hanno cantato nel cast di diversi album di musical di Broadway. Hanno partecipato a varie colonne sonore di film come Brainstorm, L'impero del sole, Krull, Momenti di gloria, Prigionieri delle pietre e Brisby e il segreto di NIMH e ad alcuni album di film italiani: Colonne sonore di Ennio Morricone e Nino Rota, diretti da Henry Mancini, raccolte di musiche di Miklos Rozsa e colonne sonore originali di musical classici della MGM. Sono stati la voce introduttiva della canzone "Inside" degli Stiltskin nel 1994. Sono stati anche il coro che ha cantato il Requiem di Mozart nel film Amadeus. Nel 1962 gli Ambrosian Singers registrarono anche come Norman Luboff Choir per l'album della RCA Victor “Inspiration” con la New Symphony Orchestra di Londra diretta da Leopold Stokowski.

## Polemiche suShow Boat
Nel 1987 gli Ambrosian Singers presero parte alla registrazione di Show Boat di John McGlinn, un album interpretato da cantanti provenienti dal mondo dell'opera e della musica popolare. La registrazione suscitò polemiche, in quanto i testi della partitura originale del 1927 usati da McGlinn includevano la parola razzialmente offensiva "nigger". Inizialmente era stato ideato un coro britannico completamente nero per cantare i ruoli dei "neri" nel musical, ma abbandonarono dopo aver scoperto il contenuto dei testi che avrebbero dovuto cantare. Di conseguenza, gli Ambrosian Singers cantarono sia la parte "bianca" che quella "nera" del musical. La registrazione fu organizzata dalla EMI a cui "non importava che fossero bianchi". L'incisione ha continuato a essere un successo commerciale e di critica, portando ad altri cantanti d'opera che furono invitati a eseguire brani di musical di Broadway.

## Coinvolgimento nell'opera
Gli Ambrosian Singers sono anche chiamati Ambrosian Opera Chorus, o Ambrosian Chorus, o Ambrosian Choir. Il gruppo ha realizzato numerose registrazioni di opere complete sotto diversi importanti direttori tra cui Zubin Mehta, Carlo Maria Giulini, Claudio Abbado, Lamberto Gardelli, Nello Santi, Julius Rudel, Georges Prêtre e molti altri. Dal 1961 al 1966, quando McCarthy era direttore del coro della London Symphony Orchestra, gli Ambrosian Singers erano conosciuti come London Symphony Orchestra Chorus.
Sotto vari nomi (Ambrosian Singers, Ambrosian Opera Chorus, Ambrosian Chorus, Ambrosian Choir, London Symphony Orchestra Chorus o The John McCarthy Singers), il gruppo è apparso nelle registrazioni di vari tipi di album con molti rinomati cantanti lirici, registrando recital, musica sacra, arie selezionate e opere complete con Montserrat Caballé, Joan Sutherland, Kiri Te Kanawa, Luciano Pavarotti, Plácido Domingo, José Carreras e molti altri.
Il loro stile di canto è stato descritto in vari modi, come "raffinato", agile e "come un battaglione ubbidiente".

## Formazione
- Heather Harper
- Dorothy Dorow
- Janet Baker
- Sarah Walker
- Margaret Price
- Robert Tear
- Ian Partridge
- John Shirley-Quirk

## Discografia operistica selezionata
| Anno | Compositore, Opera                                  | Cast                                                                                   | Direttore d'orchestra, Teatro e orchestra                                              | Etichetta                                                                                                  |
| ---- | --------------------------------------------------- | -------------------------------------------------------------------------------------- | -------------------------------------------------------------------------------------- | --- |
| 1964 | Bellini: Beatrice di Tenda                          | Joan Sutherland, Cornelius Opthof, Luciano Pavarotti, et al.                           | Richard Bonynge, London Symphony Orchestra Ambrosian Opera Chorus                      | Audio CD: Decca Cat:                                                                                       |
| 1966 | Rossini: Semiramide                                 | Joan Sutherland, Marilyn Horne, Joseph Rouleau, et al.                                 | Richard Bonynge, London Symphony Orchestra Ambrosian Opera Chorus                      | Audio CD: Decca Cat:                                                                                       |
| 1966 | Gounod: Faust                                       | Joan Sutherland, Franco Corelli, Nicolai Ghiaurov, et al.                              | Richard Bonynge, London Symphony Orchestra Ambrosian Opera Chorus                      | Audio CD: Decca Cat:                                                                                       |
| 1969 | Verdi: La forza del destino                         | Martina Arroyo, Carlo Bergonzi, Piero Cappuccilli, et al.                              | Lamberto Gardelli, Royal Philharmonic Orchestra Ambrosian Opera Chorus                 | Audio CD: EMI Cat:                                                                                         |
|      | Donizetti: Roberto Devereux                         | Beverly Sills, Róbert Ilosfalvy, Peter Glossop, Beverly Wolff                          | Charles Mackerras Royal Philharmonic Orchestra Ambrosian Opera Chorus                  | Audio CD: Westminster Cat:                                                                                 |
|      | Verdi: Il trovatore                                 | Plácido Domingo, Sherrill Milnes, Leontyne Price, et al.                               | Zubin Mehta New Philharmonia Orchestra Ambrosian Chorus                                | Audio CD: RCA Cat: 6194-2 Cat: 86194                                                                       |
| 1970 | Verdi: Don Carlos                                   | Plácido Domingo, Montserrat Caballé, Sherill Milnes, et al.                            | Carlo Maria Giulini Orchestra of the Royal Opera House, Covent Garden Ambrosian Chorus | Audio CD: Angel Records Cat: 47701                                                                         |
|      | Donizetti: L'elisir d'amore                         | Joan Sutherland, Luciano Pavarotti, Spiro Malas, et al.                                | Richard Bonynge English Chamber Orchestra Ambrosian Chorus                             | Audio CD: Angel Records Cat: 47701                                                                         |
|      | Donizetti: Lucia di Lammermoor                      | Beverly Sills, Carlo Bergonzi, Piero Cappuccilli, Justino Díaz                         | Thomas Schippers London Symphony Orchestra Ambrosian Opera Chorus                      | Audio CD: Westminster Cat:                                                                                 |
|      | Massenet: Manon                                     | Beverly Sills, Nicolai Gedda, Gérard Souzay, Gabriel Bacquier                          | Julius Rudel New Philharmonia Orchestra Ambrosian Opera Chorus                         | Audio CD: EMI Cat: Deutsche Grammophon Cat:                                                                |
| 1971 | Verdi: I Lombardi alla prima crociata               | Plácido Domingo, Cristina Deutekom, Ruggero Raimondi, et al.                           | Lamberto Gardelli Royal Philharmonic Orchestra Ambrosian Singers                       | Audio CD: Philips Cat: 422 420–2                                                                           |
|      | Puccini: Manon Lescaut                              | Montserrat Caballé, Plácido Domingo, Vincente Sardinero, et al.                        | Bruno Bartoletti (Studio) New Philharmonia Orchestra Ambrosian Opera Chorus            | Audio CD: EMI Classic Cat: 7 47736-8                                                                       |
|      | Verdi: Rigoletto                                    | Luciano Pavarotti, Sherrill Milnes, Joan Sutherland, et al.                            | Richard Bonynge, London Symphony Orchestra Ambrosian Opera Chorus                      | Audio CD: Decca Cat: 414–269–2                                                                             |
|      | Rossini: Il Barbiere di Siviglia                    | Hermann Prey, Teresa Berganza, Luigi Alva, Enzo Dara, Paolo Montarsolo                 | Claudio Abbado London Symphony Orchestra Ambrosian Singers                             | Audio CD: Deutsche Grammophon Cat:                                                                         |
| 1972 | Bellini: Norma                                      | Plácido Domingo, Montserrat Caballé, Fiorenza Cossotto, et al.                         | Carlo Felice Cillario London Philharmonic Orchestra Ambrosian Singers                  | Audio CD: RCA Cat: 6502-2 Cat: 8650                                                                        |
|      | Verdi: Attila                                       | Ruggero Raimondi, Carlo Bergonzi, Christina Deutekom, et al.                           | Lamberto Gardelli, Royal Philharmonic Orchestra, Ambrosian Singers                     | Audio CD: Philips Cat: 412–875–2                                                                           |
|      | Verdi: Giovanna d'Arco                              | Montserrat Caballé, Plácido Domingo, Sherrill Milnes, et al.                           | James Levine London Symphony Orchestra Ambrosian Opera Chorus                          | Audio CD: EMI Classics Cat: 63226-2 Angel Records Cat: 63226                                               |
| 1973 | Boito: Mefistofele                                  | Plácido Domingo, Norman Treigle, Montserrat Caballé, et al.                            | Julius Rudel (Studio) London Symphony Orchestra Ambrosian Singers                      | Audio CD: Angel Cat: 49522 EMI Cat: 49522-2                                                                |
|      | Bellini: I Puritani                                 | Beverly Sills, Nicolai Gedda, Louis Quilico, Paul Plishka                              | Julius Rudel London Philharmonic Orchestra, Ambrosian Opera Chorus                     | Audio CD: Westminster The Legacy Cat: 471 207–2                                                            |
| 1975 | Massenet: La Navarraise                             | Plácido Domingo, Sherrill Milnes, Marilyn Horne, et al.                                | Henry Lewis London Symphony Orchestra Ambrosian Opera Chorus                           | Audio CD: RCA Victor Cat: 50167                                                                            |
| 1976 | Montemezzi: L'amore dei tre re                      | Plácido Domingo, Pablo Elvira, Elizabeth Bainbridge, et al.                            | Nello Santi, London Symphony Orchestra Ambrosian Opera Chorus                          | Audio CD: RCA Cat: 50166                                                                                   |
|      | Charpentier: Louise                                 | Ileana Cotrubaș, Plácido Domingo, Gabriel Bacquier, et al.                             | Georges Prêtre New Philharmonia Orchestra Ambrosian Singers                            | Audio CD: Sony Classical Cat: 46429                                                                        |
|      | Puccini: Il Trittico (Il tabarro / Gianni Schicchi) | Plácido Domingo, Renata Scotto, Ileana Cotrubas, et al.                                | Lorin Maazel London Symphony Orchestra Ambrosian Opera Chorus                          | Audio CD: CBS Cat: 35912 Cat: 79312                                                                        |
|      | Puccini: Tosca                                      | Plácido Domingo, Raina Kabaivanska, Sherrill Milnes, et al.                            | Bruno Bartoletti (Film) New Philharmonia Orchestra Ambrosian Singers                   | DVD: Deutsche Grammophon Cat: 00440 073 4038                                                               |
| 1977 | Cilea: Adriana Lecouvreur                           | Plácido Domingo, Renata Scotto, Sherrill Milnes, et al.                                | James Levine (Studio) Philharmonia Orchestra Ambrosian Singers                         | Audio CD: Sony Classical Cat: 34588 CBS Cat: 79310                                                         |
|      | Thomas: Mignon                                      | Marilyn Horne, Frederica von Stade, Alain Vanzo, Ruth Welting, Nicola Zaccaria, et al. | Antonio de Almeida Philharmonia Orchestra Ambrosian Opera Chorus                       | Audio CD: Sony Classical Cat: SM3K 34590 Per i dettagli, vedere: Mignon (Incisione di Antonio de Almeida). |
|      | Verdi: Otello                                       | Plácido Domingo, Renata Scotto, Sherrill Milnes, et al.                                | James Levine National Philharmonic Orchestra Ambrosian singers                         | Audio CD: RCA Cat: 2951 Cat: 82951-2                                                                       |
|      | Bizet: Carmen                                       | Teresa Berganza, Plácido Domingo, Ileana Cotrubas, et al.                              | Claudio Abbado London Symphony Orchestra Ambrosian Singers                             | Audio CD: Deutsche Grammophon Cat: 427 885–2                                                               |
| 1978 | Mascagni: Cavalleria Rusticana                      | Plácido Domingo, Pablo Elvira, Renata Scotto, et al.                                   | James Levine (Studio) National Philharmonic Orchestra Ambrosian Opera Chorus           | Audio CD: RCA Cat: 83091 BMG Classics Cat: 74321 39500 2 Brilliant Classics Cat: 6251                      |
|      | Puccini: Madama Butterfly                           | Plácido Domingo, Renata Scotto, Ingvar Wixell, et al.                                  | Lorin Maazel (Studio) London Philharmonia Orchestra Ambrosian Opera Chorus             | Audio CD: CBS Cat: 35181 Sony Cat: 91135                                                                   |
|      | Verdi: Nabucco                                      | Matteo Manuguerra, Veriano Luchetti Nicolai Ghiaurov Renata Scotto, Elena Obraztsova   | Riccardo Muti Philharmonia Orchestra Ambrosian Opera Chorus                            | Audio CD: CBS, Cat: 4564472 EMI The Opera Series                                                           |
|      | Donizetti: Don Pasquale                             | Beverly Sills, Donald Gramm, Alfredo Kraus, Alan Titus                                 | Sarah Caldwell London Symphony Orchestra Ambrosian Opera Chorus                        | Audio CD: EMI Cat:                                                                                         |
| 1978 | Massenet: Cendrillon                                | Frederica von Stade, Nicolai Gedda, Ruth Welting, Jane Berbié, Jules Bastin            | Julius Rudel Philharmonia Orchestra Ambrosian Opera Chorus                             | Audio CD: Sony Classical Cat: M2K 79323 Per i dettagli, vedere: Cendrillon (Incisione di Julius Rudel).    |
| 1979 | Puccini: Le Villi                                   | Plácido Domingo, Renata Scotto, Leo Nucci, et al.                                      | Lorin Maazel National Philharmonic Orchestra Ambrosian Opera Chorus                    | Audio CD: CBS Cat: 36669 Cat: 76890                                                                        |
| 1979 | Rossini: Guglielmo Tell                             | Sherrill Milnes, Luciano Pavarotti, Mirella Freni, et al.                              | Riccardo Chailly National Philharmonic Orchestra Ambrosian Opera Chorus                | Audio CD: Decca Cat: 4757723                                                                               |
| 1980 | Puccini: Tosca                                      | Plácido Domingo, Renato Bruson, Renato Capecchi, et al.                                | James Levine (Studio) Philharmonia Orchestra Ambrosian Opera Chorus                    | Audio CD: Angel Cat: 49364 EMI Cat: 49364-2                                                                |
| 1982 | Puccini: La rondine                                 | Plácido Domingo, Kiri Te Kanawa, Leo Nucci, et al.                                     | Lorin Maazel London Symphony Orchestra Ambrosian Chorus                                | Audio CD: CBS Cat: M2K-37852                                                                               |
| 1985 | Verdi: La forza del destino                         | Rosalind Plowright, José Carreras, Renato Bruson, et al.                               | Giuseppe Sinopoli, Philharmonia Orchestra Ambrosian Opera Chorus                       | Audio CD:Deutsche Grammophon Cat:                                                                          |

Nota: "Cat:" è l'abbreviazione per numero di catalogo dell'etichetta di registrazione.

## Discografia teatro musicale
- Jerome Kern: Show Boat, diretto da John McGlinn; EMI Records, 1988
- Cole Porter: Anything Goes, diretto da John McGlinn; EMI Records, 1989
- Richard Rodgers: My Funny Valentine: Frederica von Stade sings Rodgers and Hart, diretto da John McGlinn; EMI Records, 1990